# Legions of Death
Legions of Death è un videogioco strategico a turni sulle battaglie navali delle guerre puniche, pubblicato all'inizio del 1987 per Amstrad CPC, Commodore 64 e ZX Spectrum da M.C. Lothlorien, editrice britannica controllata dalla Argus Press.

## Modalità di gioco
Il gioco rappresenta la guerra navale tra la Repubblica romana e Cartagine, controllate rispettivamente da due giocatori, oppure in giocatore singolo si controlla Cartagine e il computer controlla Roma. A inizio partita si selezionano le condizioni di vittoria, in termini di numero di città conquistate, navi affondate e oro accumulato nella capitale.
Per cominciare ogni giocatore riceve dell'oro da spendere per realizzare la propria flotta di partenza, che può essere composta da vari tipi di navi: biremi, triremi, quadriremi, quinqueremi e heptares. Esse differiscono per velocità, resistenza e capienza massima. Per ciascuna nave si seleziona il tipo di equipaggio tra quattro livelli di esperienza e si possono aggiungere potenziamenti quali vele, fanteria di marina e arcieri imbarcati, torre per gli arcieri e corvo.
Dopodiché si posizionano le navi nelle varie città portuali controllate dalla propria fazione (in giocatore singolo Roma ha anche navi già in alto mare).
La schermata principale mostra la mappa di una zona del Mediterraneo comprendente la penisola italica, Sicilia, Sardegna, Corsica e il Nordafrica nei dintorni di Cartagine; una finestra più piccola mostra un ingrandimento dell'area attualmente inquadrata. La mappa è divisa in una griglia invisibile di caselle quadrate e le navi di entrambi gli schieramenti sono sempre visibili come simboli. Per accedere alle varie funzioni si usa un sistema di menù a icone a più livelli, anche piuttosto intricato, mentre per selezionare navi sulla mappa si usa un cursore.
A ogni turno ciascun giocatore può dare ordini a tutte le proprie navi, che vengono poi eseguiti simultaneamente. Le navi possono cambiare rotta nelle otto direzioni cardinali e cambiare velocità gradualmente a ogni turno. Se si spiegano le vele il vento, variabile e indicato da una rosa dei venti, influisce sui movimenti.
Quando due navi si incontrano avviene uno scontro e da entrambe le parti si può optare o meno per l'arrembaggio. La sequenza animata dello scontro viene mostrata alla base dello schermo, seguita dai risultati del combattimento.
Le navi possono inoltre conquistare le città portuali nemiche o neutrali. Dalle città si ottengono tributi e vi si può prelevare e depositare oro, trasportabile dalle navi nei limiti della loro capienza. Le navi si possono riparare, equipaggiare o costruire ex novo spendendo l'oro anche nel corso del gioco.
La partita può essere salvata su nastro.